# Drapelul Turciei

Raport: 2:3

Steagul Turciei e format dintr-o semilună și o stea albă pe fond roșu. Steagul este poreclit Ay Yıldız (turcă: "steaua și luna") sau al bayrak ("steagul roșu").
Steagul are o origine complexă, fiind aproape identic cu ultimul steag al Imperiului Otoman
Roșul este o culoare proeminentă în istoria Turciei, în special cu referire la bătăliile sângeroase ale Războiului turc de independență. Semiluna și steaua, deși considerate de obicei ca fiind islamice, erau folosite în Asia Mică și în cultura turcă înainte de convertirea la această religie. Steagul era inițial doar o semilună pe un fundal verde, Însă în 1793, sultanul Selim al III-lea a schimbat culoarea în roșu, iar în 1844 a fost adăugată steaua.